# Гвидо I (герцог Сполето)
Ги (Гвидо) I (фр. Guy I de Spolète, итал. Vito I di Spoleto; ум. 860) —герцог и маркграф Сполето с 842 года, младший сын Ламберта I, графа Нанта и маркграфа Бретонской марки. 

## Биография

### Правление
Отец Гвидо, Ламберт I, во время восстания сыновей императора Людовика Благочестивого встал на сторону его старшего сына, Лотаря I, из-за чего лишился владений в Бретани и был изгнан в Италию, где Лотарь назначил его герцогом Сполето. Гвидо, в отличие от старшего брата Ламберта, оставшегося в Бретани, последовал за отцом в Италию. Ещё в 829 году он женился на Ите (Аделаиде), дочери герцога Беневенто Сикона.
В 842 году Гвидо стал герцогом и маркграфом Сполето. 
В 843 — 846 годах он участвовал в гражданской войне, бушевавшей в Беневенто, поддерживая брата жены герцога Адальгиса. В 846 году он изгнал из Лациума сарацин, ранее совершивших нападение на Рим.
В 858 году Гвидо поддержал князя Салерно Адемара против графа Капуи Ландо I, потребовав за это долину Лири.

### Брак и дети
ЖенаИта (Аделаида), в браке с 829 года — дочь Сикона, герцога Беневенто.
Дети
- Ламберт II (ум. 879) — герцог и маркграф Сполето.
- Гвидо III (ум. 894) — маркграф Камерино с 874, герцог и маркграф Сполето с 882, король Италии с 888, император Запада с 891.
- Ита; муж — Гвемар I, князь Салерно (ум. 901).
- Ротхильда; муж — Адальберт I, маркграф Тосканы (ум. после 884).